# Capità Piett
El Capità Piett és un personatge de l'univers fictici de La Guerra de les Galàxies interpretat per Kenneth Colley. Primer oficial del vaixell almirall de Darth Vader, l'Executor. El capità ajudava a l'Almirall Ozzel a supervisar a la tripulació, així com a dirigir tota la flota. Va ser ascendit a almirall i li van donar el comandament del vaixell insígnia i de la flota després que l'almirall Ozzel cometés una errada fatal durant l'assalt de la base rebel de Hoth. Piett va romandre al càrrec de l'Executor durant la batalla d'Endor, quan el superdestructor estel·lar va caure en combat davant la flota rebel.
Apareix a L'Imperi contraataca i El retorn del Jedi, sent l'únic oficial que apareix en més d'una pel·lícula de la trilogia original interpretat pel mateix actor. Piett també apareix a la novel·la canònica Lost Stars, i apareix en diverses novel·les, llibres de còmics i videojocs dins de la línia de Llegendes.

## Desenvolupament
Piett va ser la creació de Lawrence Kasdan, el guionista que va escriure tant L'Imperi contraataca com el El retorn del Jedi. Kasdan era conscient que seria divertit donar més profunditat i variabilitat als seus personatges de fons, no només per ajudar-los a identificar-los, sinó per recordar al públic que gran part de l'Imperi consistia gent que només feia la seva feina. Tot i que la veritable primera aparició de l'almirall Piett a l'univers de Star Wars va ser un mes abans de la publicació de l'Imperi Contraataca a la novel·lització de la pel·lícula, va ser donat a conèixer al gran públic de tot el món per part de l'actor britànic Kenneth Colley. Colley recorda que el director de Empire Strikes Back, Irvin Kershner, va afirmar que per a Piett estava "buscant a algú que pogués espantar a Adolf Hitler" i li va dir a Colley que "sí, crec que és vostè". En interpretar el paper, Colley va optar per no representar una actitud singular per al personatge; però, en canvi, va intentar donar a conèixer a la humanitat de la vida més veritable en el personatge de Piett, cosa que ell creu que finalment va calar entre el públic.

## Recepció
El personatge es va convertir en un dels favorits entre els fans, a causa de la seva inusual longevitat.